# Aitoliska förbundet
Aitoliska förbundet var under antiken en militär konfederation med centrum i det grekiska landskapet Aitolien och första gången omnämnt 314 f. Kr. Dess ursprung och uppkomst är inte närmare bekant, men förbundet skapades ursprungligen som en försvarsallians när  Filip II regerade i Makedonien. 
Aitoliska förbundet kom under 200-talet att bli en maktfaktor i mellersta Grekland och flera andra stater anslöt sig. Stort inflytande fick förbundet också över Delfi. Förbundet råkade dock i konflikt med Makedonien, det achaiska förbundet och romarna. Mot dessa senare uppbådade förbundet den seleukidiske kungen Antiochos III, men utgången av kriget blev olyckligt för de förbundna (nederlaget vid Thermopyle år 191) och därmed var förbundets makt i det närmaste bruten.
Förbundet upplöstes 146 f. Kr. då Grekland erövrades av romarna. Det upprättades visserligen åter men hade för alltid förlorat politiskt inflytande.